# Visite a domicilio (serie televisiva)
Visite a domicilio (House Calls) è una serie televisiva statunitense in 57 episodi trasmessi per la prima volta nel corso di 3 stagioni dal 1979 al 1982. È tratta dal film del 1978 Visite a domicilio.

## Personaggi
- dottor Charley Michaels (57 episodi, 1979-1982), interpretato da	Wayne Rogers.
È un chirurgo del Kensington General Hospital di San Francisco.
- dottor Normon Solomon (57 episodi, 1979-1982), interpretato da	Ray Buktenica.
È un ostetrico nevrotico.
- dottor Amos Weatherby (57 episodi, 1979-1982), interpretato da	David Wayne.
È un medico a capo del reparto di chirurgia.
- Ann Anderson (41 episodi, 1979-1981), interpretata da	Lynn Redgrave.
È una donna inglese con cui Charley Michaels instaura una relazione sentimentale, lavora nella clinica.
- Mrs. Phipps (16 episodi, 1979-1982), interpretata da	Deedy Peters.
È una volontaria che offre il suo servizio di conforto ai pazienti.
- Jane Jeffries (15 episodi, 1982), interpretata da	Sharon Gless.
- Infermiera Bradley (10 episodi, 1979-1982), interpretata da	Aneta Corsaut.
- Conrad Peckler (10 episodi, 1980-1982), interpretato da	Mark L. Taylor.
È il capo di Anderson.
- Infermiera Shirley Bryan (9 episodi, 1980-1982), interpretata da	Suzanne Hunt.
- Infermiera Sally Bowman (5 episodi, 1979-1982), interpretata da	Diane Lander.
- dottor Beiderbeck (2 episodi, 1979-1981), interpretato da	Roger Bowen.
- Ellen Grady (2 episodi, 1979), interpretata da	Candice Azzara.
- Senatore Thurlow (2 episodi, 1980-1981), interpretato da	Dean Santoro.
- Mannion (2 episodi, 1981-1982), interpretato da	George Petrie.
- Linda Fuller (2 episodi, 1981-1982), interpretata da	Melanie Vincz.
- Ted (2 episodi, 1981-1982), interpretato da	Jim Weston.

## Produzione
La serie fu prodotta da Alex Winitsky / Arlene Sellers Productions e Universal Television e girata negli studios della Universal a Universal City in California. Le musiche furono composte da Georges Campeau e Dick Halligan.
L'attrice Lynn Redgrave fu licenziata dalla serie dopo la nascita del suo bambino. La Redgrave voleva portare sua figlia sul set perché voleva allattarla al seno nei tempi previsti ma questa mossa non fu  accettata dallo studio. Redgrave citò in giudizio la Universal per rompere il suo contratto ma la causa fu poi respinta molti anni dopo. La Universal sostituì la Redgrave con Sharon Gless, che già era sotto un contratto di 10 anni, ma la sostituzione non favorì il responso del pubblico e la serie fu infine cancellata all'inizio del 1982. Gless avrebbe poi continuato con New York New York l'anno successivo.

### Registi
Tra i registi della serie sono accreditati:
- Fernando Lamas (8 episodi, 1981-1982)
- Mel Ferber (7 episodi, 1979-1981)
- Allen Baron (7 episodi, 1980-1982)
- Bruce Bilson (6 episodi, 1980-1982)
- Ray Austin (4 episodi, 1980-1981)
- Bob Claver (4 episodi, 1980)
- Alan Bergmann (4 episodi, 1981-1982)
- Nick Havinga (3 episodi, 1979-1980)
- Wayne Rogers (3 episodi, 1981-1982)
- Alan Cooke (3 episodi, 1982)
- Dick Martin (2 episodi, 1981)
- Robert Douglas (2 episodi, 1982)
- John Clark (1 episodio, 1981)
- Hy Averback

## Distribuzione
La serie fu trasmessa negli Stati Uniti dal 1979 al 1982 sulla rete televisiva CBS. In Italia è stata trasmessa nel 1984 su RaiUno con il titolo Visite a domicilio.

## Episodi
| Stagione         | Episodi | Prima TV USA | Prima TV Italia |
| ---------------- | ------- | ------------ | --------------- |
| Prima stagione   | 13      | 1979-1980    |                 |
| Seconda stagione | 20      | 1980-1981    |                 |
| Terza stagione   | 24      | 1981-1982    |                 |